# Hiroki Omori
Hiroki Omori (født 26. juli 1990) er en japansk professionel fodboldspiller.
Han har spillet for flere forskellige klubber i sin karriere, herunder Blaublitz Akita og SC Sagamihara.